# 3-я рота полка «Киев»

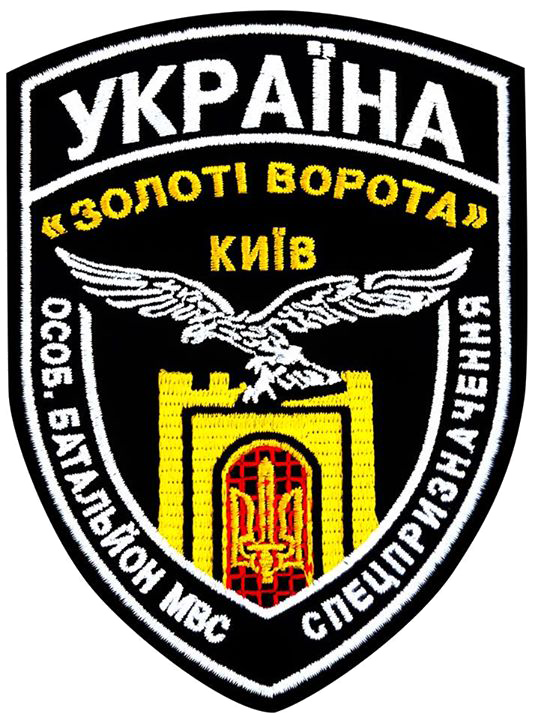

3-я рота полка особого назначения «Киев» — подразделение Национальной полиции Украины. До осени 2015 года подразделение называлось батальоном патрульной службы полиции особого назначения «Золотые ворота», сформированным из добровольцев Киевской области. Решение о создании батальона было принято 2 мая 2014, 25 июня вступил в силу приказ МВД Украины. Изначально личный состав батальона на две трети состоял из добровольцев с востока Украины, в том числе с территорий, контролируемых ДНР и ЛНР.
В батальон вошли патриоты, участвовавшие в событиях на Майдане Незалежности. Среди таких, в частности, был Михаил Гаврилюк.
Около 9 августа 2014 года батальон прибыл в зону боевых действий на востоке Украины.
Осенью 2015 года вошел в состав Полка особого назначения «Киев» как 3-я рота полка «Киев» и рота специального назначения.

## История
3 июля 2014 г. батальон «Золотые ворота» вместе с другими подразделениями МВД принимал участие в обеспечении мер безопасности на улицах Грушевского, Садовой и площади перед Верховной Радой в связи с рассмотрением изменений в Конституцию Украины. В конце июля 2014 г. бойцы батальона заявили, что их без объяснений не пускают в зону АТО.
Около 9 августа батальон прибыл в зону боевых действий на востоке Украины. 10 августа бойцы батальона участвовали в зачистке населенного пункта Красный Яр.
11 августа был направлен в распоряжение 128 ГПБр в Лутугино, Ленино для непосредственного участия в боевых действиях.
Обеспечивал и оборонял проход 80-й бригады и иных подразделений в луганский аэропорт, в конце августа — прикрывал выход оттуда остатков 80-й бригады.
12 августа 2014 года бойцы батальона попали под артиллерийский обстрел.
14 — 22 августа батальон проводил зачистку сел возле Луганска и готовился к штурму Луганска с южного направления в составе подразделений ВСУ, однако силы ЛНР помешали таковому. 17 августа в селе Сабовка Луганской области батальон был обстрелян бойцами ЛНР. Тяжело был ранен командир батальона Николай Шваля и офицер разведки Олег Бишевский.
25 августа основные силы батальона отступили к Новоайдару (2-й взвод, составлявший 29 бойцов) и Сватово (все остальные).
2-й взвод продолжил выполнение боевых задач штаба АТО сектора «А» в Счастье: охрана города и дороги Гречаниново-Окнино с помощью блокпостов, патрулирование. Оставил позиции только после ротации 29 — 30 сентября 2014 года.
В конце ноября 2014 года Николай Шваля был снят с должности по состоянию здоровья после ранения и по требованию бойцов личного состава. 25 ноября 2014 года приступил к обязанностям новый командир батальона Проволовский В. А. (Позывной «Борзой»).
18 октября 2014 года бойцы батальона вместе с бойцами ВСУ и другими подразделений принимали участие в освобождении с. Крымское Луганской области.
22 апреля 2015 года бойцы международного добровольческого батальона имени Джохара Дудаева обратились к министру МВД Украины Арсену Авакому с просьбой включить их батальон в состав батальона «Золотые ворота».
16 июня 2015 возле села Лопаскино группа бойцов батальона «Золотые ворота» попала в засаду и вступила в бой с силами ЛНР. В результате боя трое бойцов батальона получили ранения и были направлены в больницу в Новый Айдар.
21 октября 2015 года батальон «Золотые ворота» вошёл в состав новосозданного полка патрульной службы полиции особого назначения «Киев» в качестве его третей роты.